# Ichneumon emancipatus
Ichneumon emancipatus är en stekelart som beskrevs av Wesmael 1845. Ichneumon emancipatus ingår i släktet Ichneumon och familjen brokparasitsteklar. Arten är reproducerande i Sverige. Inga underarter finns listade i Catalogue of Life.